# Grand Slam der Springreiter
Der Grand Slam der Springreiter (Rolex Grand Slam of Show Jumping) verbindet die Großen Preise von vier der wichtigsten Springreitturniere der Welt:
- den CHIO Aachen in Aachen, Deutschland (Stadion, Boden: Gras),
- das Spruce Meadows-Masters in Calgary, in Kanada (Stadion, Boden: Gras),
- den CHI Genf in Le Grand-Saconnex bei Genf in der Schweiz (Hallenreitturnier, Boden: Sand) und
- The Dutch Masters in ’s-Hertogenbosch in den Niederlanden (seit 2018; Hallenreitturnier, Boden: Sand)

Um den Grand Slam zu gewinnen, muss ein Reiter die Großen Preise von drei dieser Turniere direkt nacheinander gewinnen.
Scott Brash gewann als erster Reiter den Grand Slam. Er siegte auf Hello Sanctos bei den drei aufeinanderfolgenden Hauptprüfungen der Turniere CHI Genf 2014, CHIO Aachen 2015 und Spruce Meadows „Masters“ Calgary 2015.
Nach dem Vorbild des Rolex Grand Slam von 2015 bis Anfang 2020 der Longines Masters Grand Slam Indoor of Show Jumping ausgetragen, der drei Hallenreitturniere (New York, Paris-Villepinte und Hongkong) vereinte. Das Reglement und Preisgeld waren an den Rolex Grand Slam angelehnt.

## Gründung
Zusammen mit Rolex haben die Organisatoren des CHIO Aachen, des CSIO Spruce Meadows „Masters“ und des CHI Genf den Grand Slam der Springreiter entwickelt. Als Vorbilder dienten die traditionsreichen Grand Slams im Tennis und Golf. Vom Konzept her lehnt sich der Grand Slam der Springreiter an den bereits seit 1999 ausgeschriebenen Grand Slam im Vielseitigkeitsreiten an. Beide Grand Slams werden vom Uhrenhersteller Rolex gesponsert. Rolex gehört seit Jahren zu den großen Sponsoren des Reitsports, insbesondere bei den Grand-Slam-Turnieren.
Der Rolex Grand Slam der Springreiter wurde am 26. April 2013 der Öffentlichkeit und den Medien im Rahmen des Weltcupturniers im schwedischen Göteborg vorgestellt – mit der Anmerkung, dass die Anzahl der beteiligten Reitsportveranstaltungen auf insgesamt fünf aufgestockt werden könne. Bei der 50. Austragung von Indoor Brabant im März 2017 wurde bekanntgegeben, dass das Turnier ab 2018 ebenso Teil des Rolex Grand Slam wird.
Auch die gezielte Nachwuchsförderung gehört zum Rolex Grand Slam. Zu jedem der drei Turniere werden jeweils zwei Junge Reiter eingeladen – um Erfahrungen auf höchstem Niveau zu sammeln.

## Die vier Turniere des Grand Slam

### The Dutch Masters in ’s-Hertogenbosch, Niederlande
Das in den Brabanthallen ausgerichtete Turnier Indoor Brabant in ’s-Hertogenbosch wird seit 1966 durchgeführt, beginnend mit der Aufnahme in den Grand Slam trägt es den Namenszusatz The Dutch Masters. Bereits in der ersten Saison des Springreiter-Weltcups im Jahr 1979 war Indoor Brabant Teil dieser Serie und blieb dies bis 2013. Mit der Saison 2013/2014 stiegen die Turniermacher aus dem nun von Longines gesponserten Weltcup aus und blieben Rolex treu. Seitdem wird der Große Preis des Turniers als Rolex Grand Prix bezeichnet.

#### Eckdaten

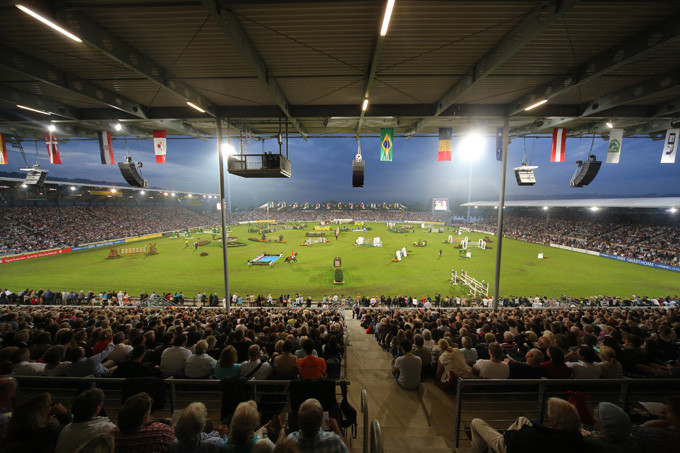
Der Hauptstadion des CHIO Aachen

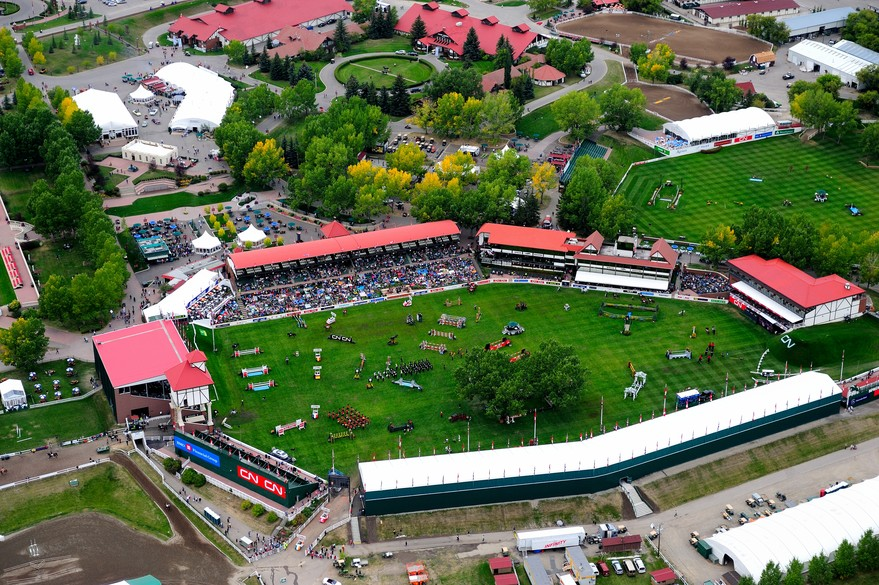
Spruce Meadows

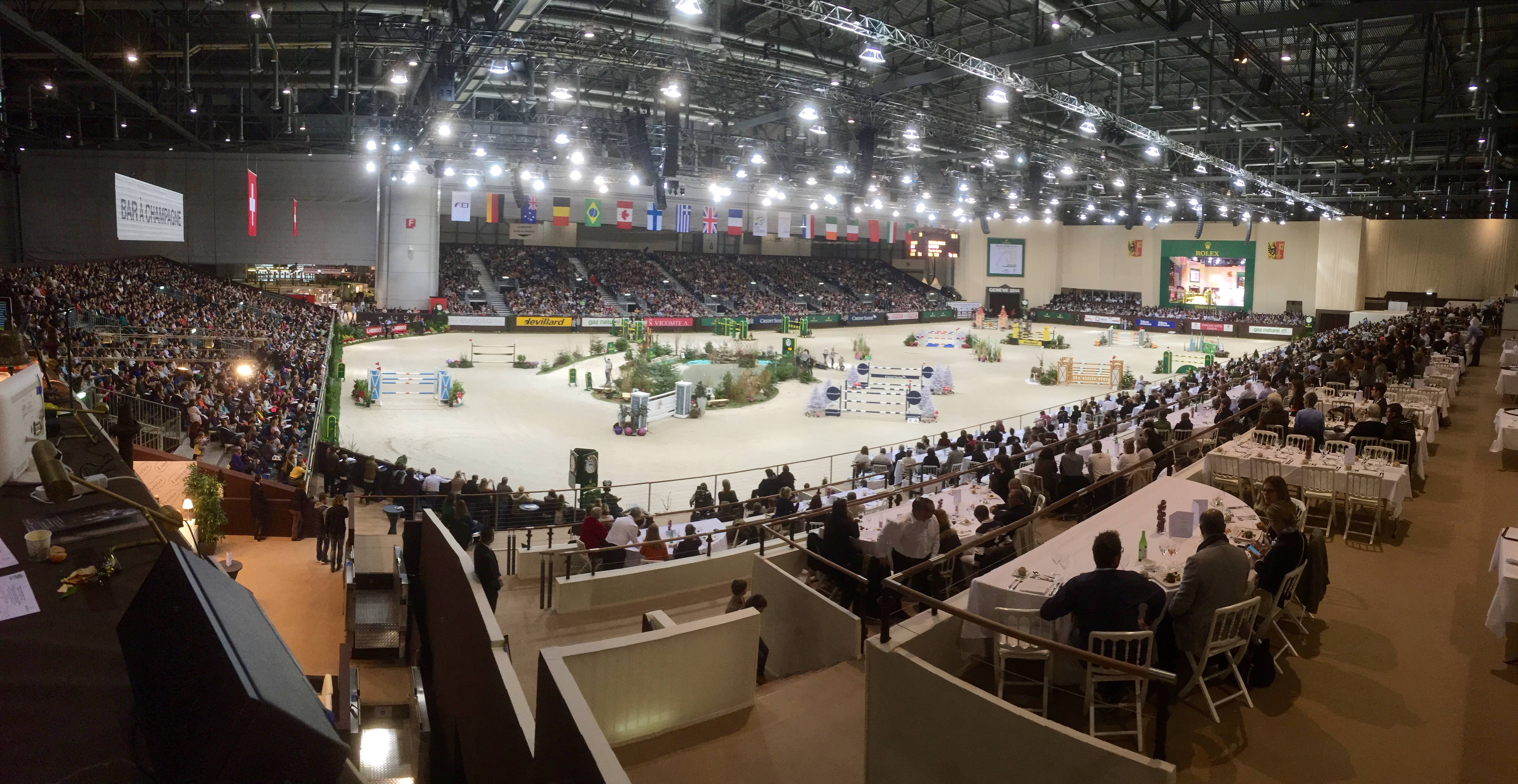
Der CHI Genf

| Datum der kommenden Veranstaltung | 13. – 16. März 2025 |
| Gründungsjahr                     | 1966                |
| Boden                             | Sand, Indoor-Arena  |

### Der CHIO Aachen, Deutschland
Mehr als 350.000 Besucher versammeln sich jedes Jahr auf dem prestigeträchtigen Turniergelände der Aachener Soers, wo die besten Pferdesportler der Welt in fünf Disziplinen – Springreiten, Dressur, Vielseitigkeit, Vierspännerfahren und Voltigieren – gegeneinander antreten. Weltweit berichten mehr als 400 Journalisten über das Turnier, das den Besuchern auch über die sportlichen Wettkämpfe hinaus ein einzigartiges Programm zu bieten hat. Die deutschen Sender ARD, ZDF und WDR übertragen jedes Jahr mehr als 30 Stunden von den Wettkämpfen des Traditionsturniers.

#### Eckdaten
| Datum der kommenden Veranstaltung | 27. Juni – 6. Juli 2025  |
| Gründungsjahr                     | 1924                     |
| Zuschauer                         | 350.000                  |
| Boden                             | Gras, Stadion            |
| Anzahl der Journalisten           | 600                      |
| Gesamtdotierung                   | 2,73 Mio. € (Stand 2016) |

### Das CSIO Spruce Meadows “Masters” in Calgary, Kanada
Die Reitanlage von Spruce Meadows, die komplett der Familie Southern gehört, ist Austragungsort des Spruce Meadows 'Masters'. Das Turnier bietet Prüfungen vom Juniorniveau über die Amateurliga bis zum Spitzensport. Seit 1976 fanden in Spruce Meadows Springreitturniere statt.

#### Eckdaten
| Datum der kommenden Veranstaltung | 3. – 7. September 2025                    |
| Gründungsjahr                     | 1976                                      |
| Zuschauer                         | 500.000 pro Jahr, 200.000 pro „Masters“   |
| Boden                             | Gras, Stadion                             |
| Anzahl der Journalisten           | 400                                       |
| Gesamtdotierung                   | 3,00 Mio. kanadische Dollar (Stand: 2016) |

### CHI Genf, Schweiz
1926 gegründet, zählt der CHI Genf zu den prestigeträchtigsten Reitveranstaltungen der Welt. Das jährlich ausgetragene Turnier, das innerhalb von vier Tagen 41.000 Zuschauer anlockt, wurde bereits sechs Mal zum besten Pferdesport-Wettbewerb weltweit gewählt. Hier wurden zwei Weltcup-Finals (1996 und 2010) und zehn Rolex IJRC Top Ten Finals ausgetragen.

#### Eckdaten
| Datum der kommenden Veranstaltung | 10. – 14. Dezember 2025                  |
| Gründungsjahr                     | 1926                                     |
| Zuschauer                         | 42’000                                   |
| Boden                             | Sand, Indoor-Arena                       |
| Anzahl der Journalisten           | 220                                      |
| Gesamtdotierung                   | 2,4 Mio. Schweizer Franken (Stand: 2016) |

## Preisgeld und Reglement
Die drei Grand-Slam-Turniere gehören zu den höchstdotierten Veranstaltungen im Springreiten, der CHIO Aachen und der Spruce Meadows „Masters“ weisen die jeweils höchste Dotierung eines Reitsportturniers in ihrer Nation auf.
Neben diesem Preisgeld gibt es die Möglichkeit, folgende Boni zu bekommen:
- Mit vier aufeinander folgenden Siegen gewinnt ein Reiter zusätzlich zum Grand-Slam-Bonus nochmals eine Million Euro, also insgesamt zwei Millionen Euro
- Ein Reiter gewinnt den Grand Slam (Sieg der drei Großen Preise nacheinander) und erhält einen Bonus von einer Million Euro oder
- Ein Reiter gewinnt zwei Große Preise nacheinander und erhält einen Bonus von 500.000 Euro oder aber
- Ein Reiter gewinnt zwei Große Preise im gleichen Zyklus und erhält einen Bonus von 250.000 Euro.

Die Reiter können bei den Großen Preisen mit verschiedenen Pferden starten. Ein erster Sieg eröffnet einen „persönlichen“ Grand Slam, das Kalenderjahr ist dabei nicht ausschlaggebend. Der Zyklus des Rolex Grand Slam of Show Jumping ist unbefristet. Ein Reiter muss an allen drei Etappen des Zyklus teilnehmen, um sich für einen Bonus zu qualifizieren.
Mit seinen Siegen in den Großen Preisen von Genf 2014 und Aachen 2015 gelang es Scott Brash als erstem Reiter, einen Bonus von 500.000 Euro im Rahmen des Grand Slams der Springreiter zu gewinnen. 250.000 Euro Bonus errang Marcus Ehning mit seinen Siegen in den Großen Preisen von Aachen und Genf 2018.

## Die bisherigen Gewinner der Grand-Slam-Turniere

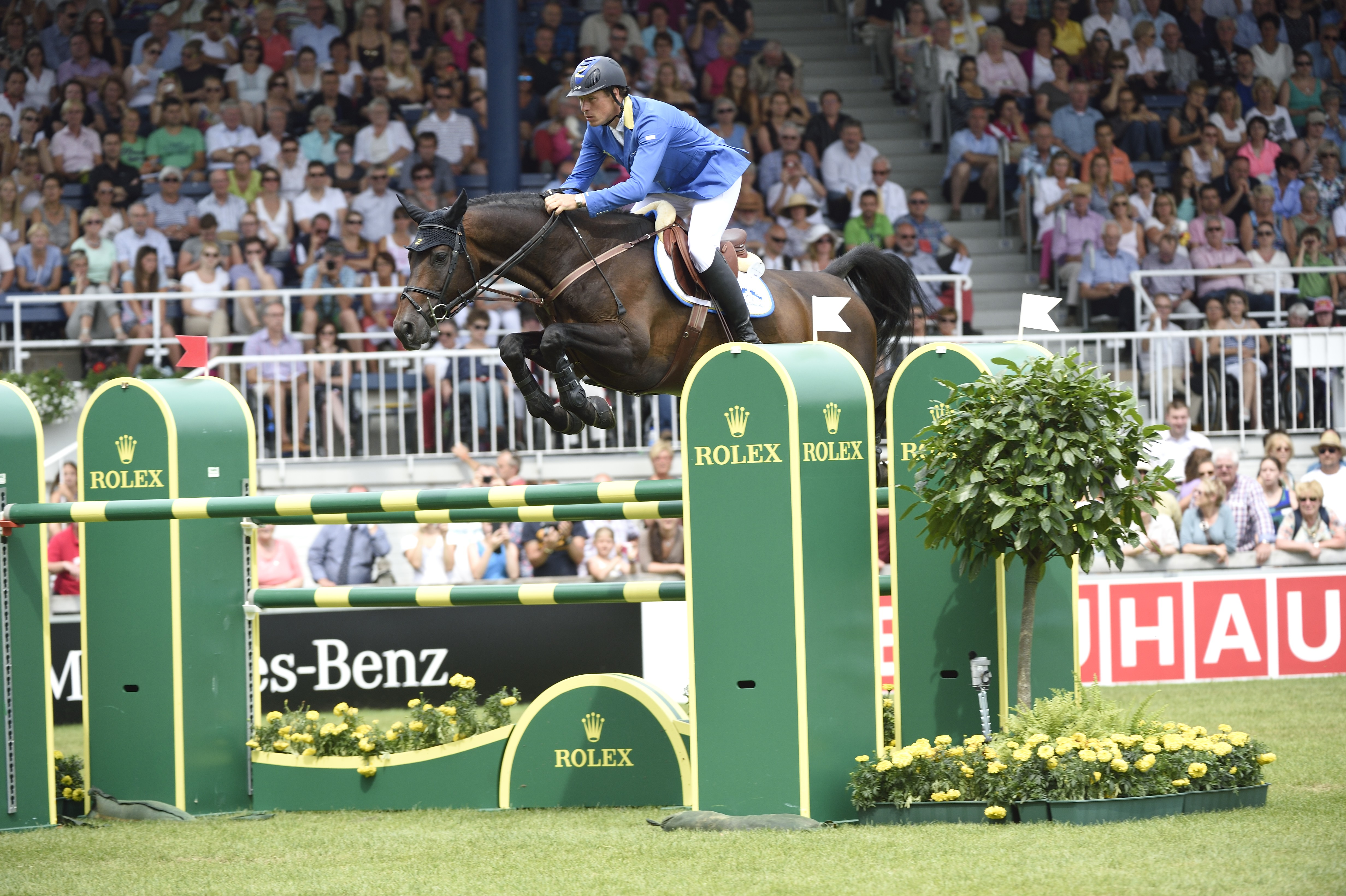
Christian Ahlmann und Codex One, Sieger beim CHIO Aachen 2014

| Jahr | Turnier                                   | Reiter                                    | Pferd                                     | Bem.                                      |
| ---- | ----------------------------------------- | ----------------------------------------- | ----------------------------------------- | ----------------------------------------- |
| 2013 | CHIO Aachen                               | Nick Skelton                              | Big Star                                  |                                           |
| 2013 | Spruce Meadows «Masters» Calgary          | Pieter Devos                              | Candy                                     |                                           |
| 2013 | CHI Genf                                  | Steve Guerdat                             | Nino des Buissonnets                      |                                           |
| 2014 | CHIO Aachen                               | Christian Ahlmann                         | Codex One                                 |                                           |
| 2014 | Spruce Meadows «Masters» Calgary          | Ian Millar                                | Dixson                                    |                                           |
| 2014 | CHI Genf                                  | Scott Brash                               | Hello Sanctos                             |                                           |
| 2015 | CHIO Aachen                               | Scott Brash                               | Hello Sanctos                             | Zweiter Sieg in Folge                     |
| 2015 | Spruce Meadows «Masters» Calgary          | Scott Brash                               | Hello Sanctos                             | Grand Slam                                |
| 2015 | CHI Genf                                  | Steve Guerdat                             | Nino des Buissonnets                      |                                           |
| 2016 | CHIO Aachen                               | Philipp Weishaupt                         | L.B. Convall                              |                                           |
| 2016 | Spruce Meadows «Masters» Calgary          | Scott Brash                               | Ursula XII                                |                                           |
| 2016 | CHI Genf                                  | Pedro Veniss                              | Quabri de l´Isle                          |                                           |
| 2017 | CHIO Aachen                               | Gregory Wathelet                          | Coree                                     |                                           |
| 2017 | Spruce Meadows «Masters» Calgary          | Philipp Weishaupt                         | L.B. Convall                              |                                           |
| 2017 | CHI Genf                                  | Kent Farrington                           | Gazelle                                   |                                           |
| 2018 | Dutch Masters, ’s-Hertogenbosch           | Niels Bruynseels                          | Gancia de Muze                            | erstmals Teil des Masters                 |
| 2018 | CHIO Aachen                               | Marcus Ehning                             | Pret a Tout                               |                                           |
| 2018 | Spruce Meadows «Masters» Calgary          | Sameh El Dahan                            | Suma's Zorro                              |                                           |
| 2018 | CHI Genf                                  | Marcus Ehning                             | Pret a Tout                               | zweiter Sieg im Zyklus                    |
| 2019 | Dutch Masters, ’s-Hertogenbosch           | Henrik von Eckermann                      | Mary Lou                                  |                                           |
| 2019 | CHIO Aachen                               | Kent Farrington                           | Gazelle                                   |                                           |
| 2019 | Spruce Meadows «Masters» Calgary          | Beezie Madden                             | Darry Lou                                 |                                           |
| 2019 | CHI Genf                                  | Martin Fuchs                              | Clooney                                   |                                           |
| 2020 | keine Turniere aufgrund COVID-19-Pandemie | keine Turniere aufgrund COVID-19-Pandemie | keine Turniere aufgrund COVID-19-Pandemie | keine Turniere aufgrund COVID-19-Pandemie |
| 2021 | The Dutch Masters ’s-Hertogenbosch        | Max Kühner                                | Elektric Blue P                           |                                           |
| 2021 | Spruce Meadows «Masters» Calgary          | Steve Guerdat                             | Venard de Cerisy                          |                                           |
| 2021 | CHIO Aachen                               | Daniel Deußer                             | Killer Queen                              |                                           |
| 2021 | CHI Genf                                  | Martin Fuchs                              | Leone Jei                                 |                                           |
| 2022 | The Dutch Masters ’s-Hertogenbosch        | Daniel Deußer                             | Tobago Z                                  | zweiter Sieg im Zyklus                    |
| 2022 | CHIO Aachen                               | Gerrit Nieberg                            | Ben 431                                   |                                           |
| 2022 | Spruce Meadows «Masters» Calgary          | Daniel Deusser                            | Killer Queen                              | zweiter Sieg im Zyklus                    |
| 2022 | CHI Genf                                  | McLain Ward                               | HH Azur                                   |                                           |
| 2023 | The Dutch Masters ’s-Hertogenbosch        | McLain Ward                               | HH Azur                                   | zweiter Sieg in Folge                     |
| 2023 | CHIO Aachen                               | Marcus Ehning                             | Stargold                                  |                                           |
| 2023 | Spruce Meadows «Masters» Calgary          | Martin Fuchs                              | Leone Jei                                 |                                           |
| 2023 | CHI Genf                                  | Richard Vogel                             | United Touch                              |                                           |
| 2024 | The Dutch Masters ’s-Hertogenbosch        | Willem Greve                              | Highway TN N.O.P.                         |                                           |
| 2024 | CHIO Aachen                               | André Thieme                              | Chakaria                                  |                                           |
| 2024 | Spruce Meadows «Masters» Calgary          | Martin Fuchs                              | Leone Jei                                 |                                           |
| 2024 | CHI Genf                                  | Harrie Smolders                           | Monaco                                    |                                           |

## Die Trophäe des Grand Slam of Show Jumping

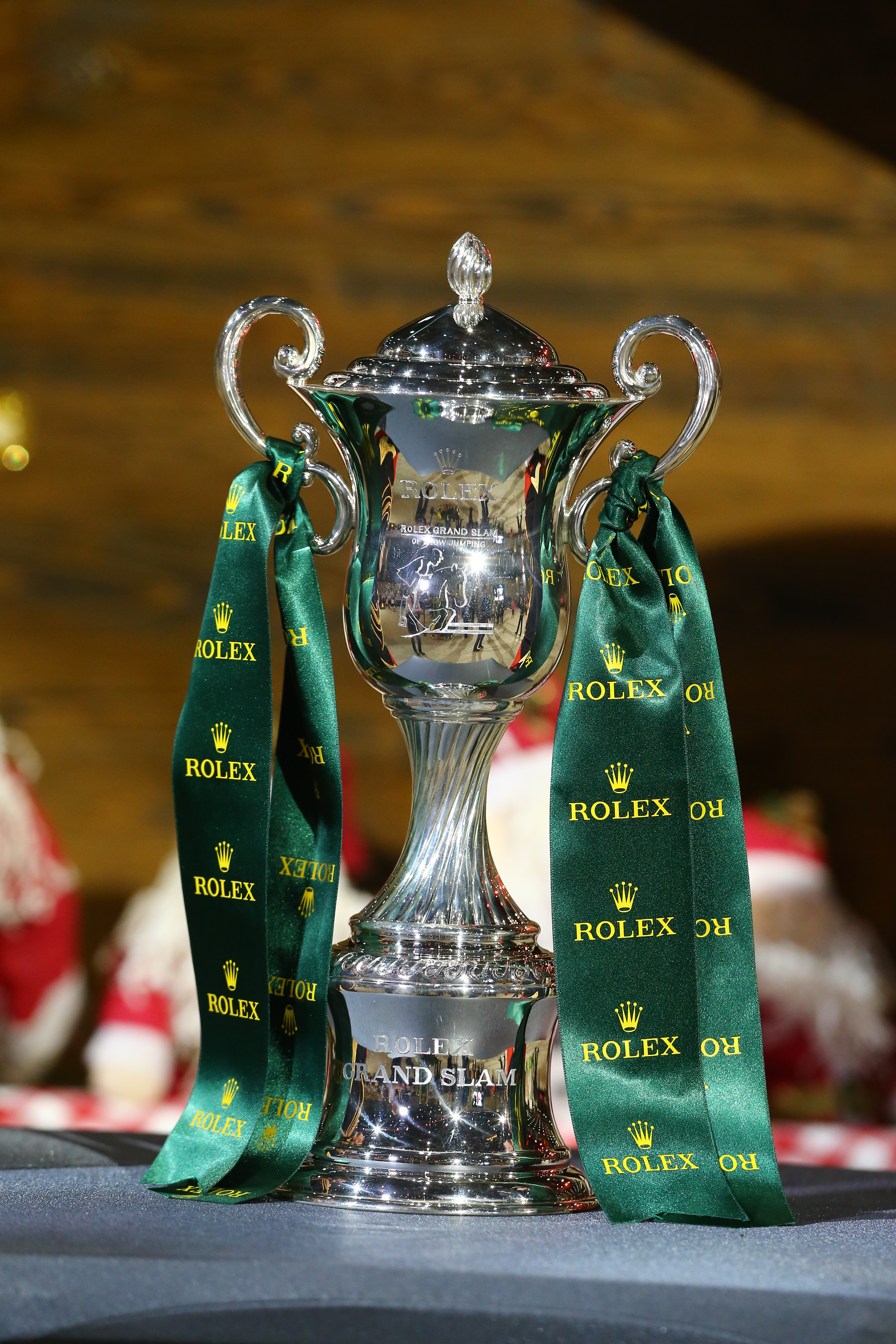
Trophäe des Grand Slams

Die Trophäe des Rolex Grand Slam, eine Schale aus feinem Silber mit zwei geschwungenen Henkeln, entwarf das 1735 gegründete Juweliergeschäft Garrard aus London. Sie steht auf einem silbernen Sockel. Der Mittelteil besteht aus einer filigranen Spirale, die sich nach oben hin zur Schale wie eine Tulpe öffnet. Die Trophäe hat eine Höhe von 45 cm und wiegt 2 Kilogramm. Auf der Vorderseite prangt das Logo des Rolex Grand Slam, von Hand graviert.